# Vòng loại Cúp bóng đá châu Phi 2025 (Bảng H)
Bảng H của Vòng loại Cúp bóng đá châu Phi 2025 là một trong mười hai bảng đấu sẽ quyết định đội nào đủ điều kiện tham dự vòng chung kết Cúp bóng đá châu Phi 2025 diễn ra tại Maroc. Bảng H bao gồm 4 đội tuyển: CHDC Congo, Guinée, Tanzania và Ethiopia.
Các đội tuyển sẽ thi đấu với nhau theo thể thức vòng tròn một lượt (sân nhà – sân khách), các trận đấu diễn ra từ tháng 9 đến tháng 11 năm 2024.

## Bảng xếp hạng
| VT | Đội        | ST | T | H | B | BT | BB | HS | Đ  | Giành quyền tham dự |     |     |     |     |     |
| -- | ---------- | -- | - | - | - | -- | -- | -- | -- | ------------------- | --- | --- | --- | --- | --- |
| 1  | CHDC Congo | 6  | 4 | 0 | 2 | 7  | 3  | +4 | 12 | Vòng chung kết      |     | —   | 1–0 | 1–0 | 1–2 |
| 2  | Tanzania   | 6  | 3 | 1 | 2 | 5  | 4  | +1 | 10 | Vòng chung kết      |     | 0–2 | —   | 1–0 | 0–0 |
| 3  | Guinée     | 6  | 3 | 0 | 3 | 9  | 5  | +4 | 9  |                     |     | 1–0 | 1–2 | —   | 4–1 |
| 4  | Ethiopia   | 6  | 1 | 1 | 4 | 3  | 12 | −9 | 4  |                     | 0–2 | 0–2 | 0–3 | —   |     |

## Các trận đấu
| Tanzania | 0–0      | Ethiopia |
| -------- | -------- | -------- |
|          | Chi tiết |          |

| CHDC Congo    | 1–0      | Guinée |
| ------------- | -------- | ------ |
| - Kayembe 27' | Chi tiết |        |

| Ethiopia | 0–2      | CHDC Congo                  |
| -------- | -------- | --------------------------- |
|          | Chi tiết | - Bongonda 62' - Mayele 76' |

| Guinée     | 1–2      | Tanzania                |
| ---------- | -------- | ----------------------- |
| - Bayo 57' | Chi tiết | - Salum 61' - Yahya 88' |

| CHDC Congo       | 1–0      | Tanzania |
| ---------------- | -------- | -------- |
| Mzize 53' (l.n.) | Chi tiết |          |

| Guinée                                         | 4–1      | Ethiopia      |
| ---------------------------------------------- | -------- | ------------- |
| - Guirassy 18' (ph.đ.), 37', 45+2' - Cissé 48' | Chi tiết | - Markneh 53' |

| Tanzania | 0–2      | CHDC Congo        |
| -------- | -------- | ----------------- |
|          | Chi tiết | - Elia 87', 90+3' |

| Ethiopia | 0–3      | Guinée                                  |
| -------- | -------- | --------------------------------------- |
|          | Chi tiết | - Guirassy 16', 23' (ph.đ.) - Touré 19' |

| Ethiopia | 0–2      | Tanzania                |
| -------- | -------- | ----------------------- |
|          | Chi tiết | - Msuva 15' - Salum 31' |

| Guinée         | 1–0      | CHDC Congo |
| -------------- | -------- | ---------- |
| Guirassy 90+2' | Chi tiết |            |

| CHDC Congo          | 1–2      | Ethiopia                  |
| ------------------- | -------- | ------------------------- |
| - Batubinsika 90+2' | Chi tiết | - Desta 36' - Nasir 90+6' |

| Tanzania    | 1–0      | Guinée |
| ----------- | -------- | ------ |
| - Msuva 61' | Chi tiết |        |

## Cầu thủ ghi bàn
Đã có 24 bàn thắng ghi được trong 12 trận đấu, trung bình 2 bàn thắng mỗi trận đấu.
6 bàn thắng
- Serhou Guirassy

2 bàn thắng
- Meschak Elia
- Simon Msuva
- Feisal Salum

1 bàn thắng
- Dylan Batubinsika
- Théo Bongonda
- Edo Kayembe
- Fiston Mayele
- Bereket Desta
- Kenean Markneh
- Mohammednur Nasir
- Mohamed Bayo
- Seydouba Cissé
- Abdoulaye Touré
- Mudathir Yahya

1 bàn phản lưới nhà
- Clement Mzize (trong trận gặp CHDC Congo)